# Metal Gear Solid: Portable Ops
Metal Gear Solid: Portable Ops (japanska: メタルギアソリッド ポータブルオプス Hepburn: Metaru Gia Soriddo Pōtaburu Opusu?, förkortat till MPO)  är ett sneak 'em up-spel inom Metal Gear Solid-spelserien till Playstation Portable, utvecklat av Kojima Productions och gavs ut av Konami. Spelet använder sig bland annat av möjligheten att ansluta en GPS till PSP, i syfte att förbättra spelkänslan. Även denna del i Metal Gear serien är producerad av Hideo Kojima.
En expansionsversion av spelet, vid namn Metal Gear Solid: Portable Ops Plus (förkortat MPO+) släpptes 2007.

## Röstskådespelare
- David Hayter - Naked Snake
- David Agranov - Roy Campbell
- Jim Piddock -  Major Zero
- Heather Halley -  Para-Medic
- James C. Mathis III - Sigint
- Steve Blum - Gene
- Noah Nelson - Lt. Cunningham
- Tara Strong - Elisa
- Larc Spies -  Null
- Dwight Schultz - Python
- Brian Cummings - Ghost
- Josh Keaton - Ocelot
- Charlie Schlatter -  Raikov
- Kari Wahlgren -  Teliko Friedman